# Tobías Barros Merino
Tobías Barros Merino (Santiago, 1 de enero de 1855- ibíd, 17 de noviembre de 1918) fue un  militar y cronista chileno.

## Primeros años de vida
Fue hijo del exdiputado José Agustín Barros Varas y de Zoila Merino Feliú. Estudia en la Escuela Militar consagrándose al Ejército de armas.

### Matrimonio e hijos
Contrajo matrimonio con Julia Ortiz García de la Huerta, tienen por hijos a Julia,Tobías, María, Mario, Galo, César, Diego, Eva, Adriana A través de su hijo Tobías es el abuelo de la actriz Carmen Barros.

## Vida pública
En 1894 viajó a Alemania con el fin de perfeccionar sus conocimientos militares. A su regreso, fue comandante del Regimiento de Artillería Chorrillos, director de la escuela de Clases y comandante del Regimiento Pudeto. En 1906 es designado adicto militar en la Legación de Chile en Viena. posteriormente ocupó el cargo de director de la Academia de Guerra y fiscal militar. 
A su retiro del ejército, tenía el grado de general de Brigada. Cuando estalla la Primera Guerra Mundial se encuentra en Europa. Sus impresiones las da a conocer en Chile años más tarde. Es un escritor de temas castrenses y políticos. Posee una visión personal y definida de los acontecimientos que narra en un estilo sencillo y claro.

## Obras
- Vida militar en Alemania, 1897.
- Los centros sociales y su influencia en el ejército, 1899.
- Impresiones recogidas en Berlín por un chileno, 1914.